# Supersport United FC
A Supersport United FC egy dél-afrikai labdarúgóklub, melynek székhelye Pretoriaban található. A klubot 1994-ben alapították és az első osztályban szerepel.
A Dél-afrikai bajnokságot 3 alkalommal nyerte meg.
Hazai mérkőzéseit az Lucas Moripe Stadionban játssza. A stadion 28 900 fő befogadására alkalmas. A klub hivatalos színei: kék-fehér.

## Sikerlista
- Dél-afrikai bajnok (3): 2007–08, 2008–09, 2009–10